# Крота д'Ада
Кро̀та д'А̀да (на италиански: Crotta d'Adda, на местен диалект: Cròta, Крота) е село и община в Северна Италия, провинция Кремона, регион Ломбардия. Разположено е на 52 m надморска височина. Населението на общината е 646 души (към 2016 г.).